# Alfonso Ortega Prada
Alfonso José Agustín Ortega Prada (San Justo, Zamora, 17 de mayo de 1902 - brañuelas, 3 de enero de 1944) fue un político gallego.

## Trayectoria
Hijo primogénito de José Ortega Pérez, de Cádavos, y Resurrección Prada Alonso. Estudió en la Escuela de Primeras Letras de As Ermidas y posteriormente ingresó en el Seminario de Astorga, donde completó sus estudios. Allí trabó amistad con Clemente Fernández Lorenzo. Trabajó en El Bierzo gestionando la tesorería de una carbonera hasta su traslado a Madrid. En 1930 regresa a Galicia como representante comercial de Licores Méndez. Dos años más tarde terminó de construir su casa en Xares. Militante socialista, desde septiembre de 1933 fue secretario de la Sociedad Agraria de Xares, adscrita a la UGT, y desde febrero de 1936 primer oficial del municipio de La Vega. Con el golpe de Estado del 18 de julio de 1936 huyó a la sierra. Su casa fue saqueada, su mujer tuvo que refugiarse en casa de sus padres y sus hermanas fueron detenidas y finalmente deportadas a Fuentesaúco. Adoptó la identidad de su cuñado y comenzó a trabajar como periodista en la comarca de Valdeorras. Cuando le reconocieron tuvo que marcharse a El Bierzo. Se instaló como periodista en San Martín de Carracedo y de allí pasó a Carracedelo dedicándose a trabajar la madera. En 1943 intentó instalar un aserradero en Toral de los Vados. Cuando regresaba de brañuelas murió en un accidente ferroviario.

## Vida personal
Se casó con Generosa Lorenzo Escuredo en Matarrosa del Sil el 26 de noviembre de 1926.